# 호텔 슈발리에
호텔 슈발리에(Hotel Chevalier)는 미국에서 제작된 웨스 앤더슨 감독의 2007년 드라마, 멜로/로맨스 영화이다. 나탈리 포트만 등이 주연으로 출연하였고 웨스 앤더슨 등이 제작에 참여하였다.

## 출연

### 주연
- 나탈리 포트만
- 제이슨 슈왈츠먼

## 제작진
- 음향편집: 실뱅 레티